# Cinetus piciventris
Cinetus piciventris är en stekelart som beskrevs av Thomson 1858. Cinetus piciventris ingår i släktet Cinetus, och familjen hyllhornsteklar. Arten är reproducerande i Sverige.